# Trimdon Colliery
Trimdon Colliery är en by i kommunen Durham i grevskapet Durham i England. Byn är belägen 13,4 km 
från Durham. Orten har 2 074 invånare (2015).